# Sokolac (utvrda)
Sokolac je polivalentna branič-kula, utvrda na stjenovitom uzvišenju u središtu ličkog gradića Brinja. 

## Povijest
Dobivši u posjed čitavu Gacku s Brinjem, knezovi Krčki su krajem 15. stoljeća sagradili tvrdi grad Jelovik (castrum) kao svoje upravno sjedište, a Brinje se prvi put spominje 1390. godine kao tvrđavno podgrađe (oppidum Brinie). Početkom 15. stoljeća Nikola IV. Frankopan sagradio je utvrđeni grad Sokol ili Sokolac (spominje se 1411. g. kada su se u starom gradu Sokolcu sastali njegov graditelj i gospodar knez Nikola IV. Frankopan i knez Ivaniš Nelepić.) koji će postati novo sjedište brojnih Frankopanskih naraštaja.
Podigli su ga na uzvišici usred mjesta Nikola IV. sa svojom suprugom Doroteom Gorjanski, koji su gospodarili tim krajem, kasnije poznat kao Sokolac. Brinjaci tu utvrdu, inače jedini očuvani grad iz doba Frankopana, u svakodnevnom govoru nazivaju – Gradinom. 

## Galerija slika
- Kapela Presvetog Trojstva na gradu Sokolcu
- Kapela sv. Trojstva
- Ulazna kula

## Vanjske poveznice
- Programi zaštite na nepokretnim kulturnim dobrima u 2009. godini
- Plemićka obitelj Frankopana
- ARHiNET: Obitelj Frankopani
- Općina Brinje  Arhivirana inačica izvorne stranice od 7. travnja 2014. (Wayback Machine)
- [neaktivna poveznica]